# La persona peggiore del mondo
La persona peggiore del mondo (Verdens verste menneske) è un film del 2021 diretto da Joachim Trier.
È il terzo film della "Trilogia di Oslo", dopo Reprise (2006) e Oslo, 31. august (2011).
È stato presentato in concorso al Festival di Cannes 2021, dove la protagonista Renate Reinsve ha vinto il premio per la miglior attrice.

## Trama
Prologo
Julie è una studentessa presso la facoltà di Medicina a Oslo che però, non riuscendo a sentirsi appagata dai pur soddisfacenti risultati accademici, decide di trasferirsi a Psicologia. Qui inizia a frequentare uno dei suoi professori universitari, rimanendo comunque inquieta. Un giorno, mentre esamina le immagini della galleria sul telefono, ha una folgorazione: crede di avere una "mente visuale" e decide bruscamente di abbandonare il suo corso di studi per diventare una fotografa. Mentre è fuori con il suo nuovo fidanzato, un modello, incontra Aksel Willman, un acclamato fumettista di quindici anni più vecchio di lei. Nonostante le perplessità iniziali dovute alla differenza di età, i due si scoprono andare molto d'accordo ed iniziano una relazione.
Capitolo 1: Gli altri
Julie, che ora si diletta con la scrittura, trascorre un fine settimana con Aksel a casa dei suoi genitori. Aksel propone a Julie l'idea di creare una famiglia, ma Julie dice che non è pronta e non è sicura di quando lo sarà, soprattutto dopo aver visto la nipote di Aksel fare i capricci. Più tardi, una festa di ubriachi finisce in un disastro quando la moglie del fratello di Aksel è colpita alla testa con una lampada, portando a un'accesa discussione che Aksel e Julie sentono per caso. Tuttavia, la mattina dopo, Julie osserva la coppia riconciliarsi, così come Aksel che colora con i suoi nipoti.
Capitolo 2: Tradimento
Mentre torna a casa da un evento editoriale per Aksel, Julie si intrufola in un ricevimento di un matrimonio e incontra Eivind, un barista. Sebbene entrambi abbiano una relazione, trascorrono l'intera notte insieme, condividendo intimità ma non tradendo mai i loro partner. Si scambiano solo il nome di battesimo e non pianificano di incontrarsi ancora.
Capitolo 3: Sesso orale nell'era del #MeToo
Julie scrive un post sul blog sul femminismo e il sesso orale. Aksel ne è impressionato e la incoraggia a pubblicarlo online, dove riceve attenzione.
Capitolo 4: La nostra famiglia
Julie festeggia il suo 30º compleanno a casa della madre divorziata insieme ad Aksel e alla nonna di Julie. Il padre separato di Julie non si presenta, sostenendo di essersi ferito alla schiena. Giorni dopo, Julie e Aksel fanno visita a suo padre. Julie gli chiede se ha letto il suo articolo e lui afferma di non essere stato in grado di aprire il collegamento. Trova scuse per rifiutare l'invito di Aksel a far visita a lui e Julie a Oslo. Sulla via del ritorno, Aksel dice a Julie che ha bisogno di creare la sua famiglia.
Capitolo 5: Pessimo tempismo
Mentre lavora in una libreria, Julie incontra Eivind e la sua ragazza Sunniva. Julie ed Eivind parlano mentre Sunniva aspetta fuori. Mentre cena con il fratello e la cognata di Aksel, Aksel si lamenta dell'adattamento cinematografico della sua serie a fumetti Lince (Gaupe in norvegese) in cui la sua serie politicamente scorretta viene trasformata in un film di Natale adatto alle famiglie, portando a un monologo completo che fa sentire Julie annoiata e ignorata. Julie, sentendosi disillusa, sogna di uscire con Eivind. Per questo motivo, rompe con Aksel, ma fanno sesso un'ultima volta prima che lei lasci il suo appartamento, anche se lei implica che potrebbero riconciliarsi ad un certo punto.
Capitolo 6: Le Highlands finlandesi
Viene mostrata la storia della relazione tra Eivind e Sunniva. Dopo un incontro ravvicinato con una renna durante un viaggio in campeggio, Sunniva è costretta a ricercare i suoi antenati, il che determina che è per il 3,1% appartenente alla popolazione dei Sami. Questo la porta a diventare un'appassionata attivista per i cambiamenti climatici e per i diritti delle popolazioni indigene. Eivind inizia a stancarsi per il loro stile di vita restrittivo e a quel punto incontra Julie in libreria.
Capitolo 7: Un nuovo capitolo
Julie ed Eivind vanno a vivere insieme. Sebbene da allora abbia rotto con Sunniva, lui la segue ancora su Instagram, il che non disturba Julie.
Capitolo 8: Il circo narcisista di Julie
Eivind organizza una piccola festa in cui uno dei suoi amici scopre la scorta di funghi psichedelici di Eivind. Dopo averli consumati, Julie si immagina completamente nuda, vecchia, grassa e con un bambino al seno; si sente vulnerabile allo sguardo di tutti i suoi ex amanti e persino Gaupe che mangia suo figlio in un hot dog. Poi vede suo padre seduto su un divano e lei si siede di fronte a lui con rabbia lanciandogli il suo assorbente insanguinato. Quando si alza si rende conto di aver combinato un pasticcio nell'appartamento di Eivind. La notte seguente, confida a Eivind che può essere se stessa con lui, ma lui sembra ignorare le sue affermazioni.
Capitolo 9: Lince distrugge il Natale
Mentre si allena in palestra, Julie guarda un'intervista alla TV in cui Aksel difende i suoi fumetti Gaupe da una critica femminista. Quando l'ospite accusa i suoi fumetti di essere sessisti, Aksel si lancia in un'ardente difesa del suo lavoro.
Capitolo 10: Prima persona singolare
Il fratello di Aksel si imbatte in Julie al lavoro e rivela che Aksel ha un cancro al pancreas non operabile. Qualche tempo dopo, Eivind si imbatte in un racconto che Julie aveva scritto. Quando presume che sia basato sulle sue esperienze di vita reale, Julie lo nega con rabbia e lo sminuisce.
Capitolo 11: Positivo
Julie scopre di essere incinta e ritarda a dirlo a Eivind. Fa visita ad Aksel in ospedale e loro rivedono le loro vite separate. Aksel confida di essere devastato dalla prospettiva di non avere più un futuro e Julie ammette di essere incinta. Nonostante le sue affermazioni secondo cui sarebbe una brava madre, non è sicura di voler tenere il bambino. Tornata a casa, Julie finalmente racconta a Eivind della sua gravidanza e decidono di separarsi mentre lei decide se vuole tenere il bambino.
Capitolo 12: Tutto finisce
Aksel porta Julie nell'edificio in cui è cresciuto ed è stato ispirato a diventare un artista. Le dice che vorrebbe poter continuare a vivere con lei e non semplicemente vivere come un ricordo. In seguito riceve un messaggio vocale dal fratello di Aksel che informa che le sue condizioni sono peggiorate e che probabilmente non ce la farà a passare la notte. Julie cammina tristemente per le strade di Oslo e guarda l'alba la mattina seguente. Durante la doccia, Julie perde sangue, il che indica probabilmente che sta per abortire.
Epilogo
Qualche tempo dopo, Julie sta lavorando come fotografa sul set per le riprese di un film. Fotografa un'attrice e poi, guardando attraverso una finestra, vede l'attrice fuori con Eivind e un bambino. Torna a casa per modificare le foto della giornata.

## Distribuzione
Il film è stato presentato in anteprima l'8 luglio 2021 in concorso alla 74ª edizione del Festival di Cannes. È stato distribuito nelle sale cinematografiche italiane da Teodora Film a partire dal 18 novembre 2021.

## Riconoscimenti
- 2022 - Premio Oscar
  - Candidatura per il miglior film straniero per la Norvegia
  - Candidatura per la miglior sceneggiatura originale a Eskil Vogt e Joachim Trier
- 2022 - Premio BAFTA
  - Candidatura per il miglior film non in lingua inglese
  - Candidatura per la migliore attrice protagonista a Renate Reinsve
- 2021 - Festival di Cannes[1][2]
  - Prix d'interprétation féminine a Renate Reinsve
  - Candidatura alla Palma d'oro
- 2022 - Critics' Choice Awards
  - Candidatura per il miglior film straniero
- 2022 - Premio César
  - Candidatura per il miglior film straniero
- 2021 - Gotham Independent Film Awards[4]
  - Candidatura per il miglior film indipendente internazionale